# Anwār at-tanzīl wa-asrār at-taʾwīl

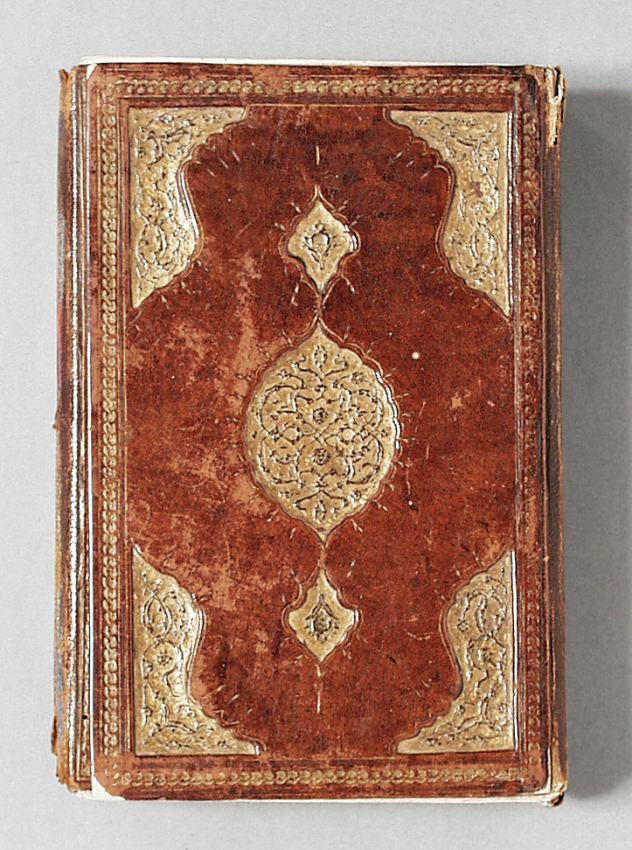
Die Koranexegese (Tawali' al-anwar min matali' al-anzar) des al-Baidawi

Anwār at-tanzīl wa-asrār at-taʾwīl (arabisch أنوار التنزيل وأسرار التأويل ‚Die Strahlen der Herabsendung und die Geheimnisse der Auslegung‘), auch Tafsir al-Baidawi (arabisch) oder Tafsir-e Baidawi (persisch), ist ein Tafsīr-Werk (Koranauslegung / Korankommentar) von ʿAbdallah ibn ʿUmar Baiḍāwī (gestorben um 1290), einem Gelehrten aus der schafi'itischen Rechtsschule. Der Einfluss des Werkes reicht bis in die Gegenwart.

Es wurde 

„von einigen als Kurzfassung des Kaschaf von Zamachschari bezeichnet. Tatsächlich ist es stark vom Kaschaf Zamachscharis beeinflusst. Aber in Bezug auf die Rechtslehre und die Scholastik ähnelt es wiederum auch sehr dem Tafsir-e Kabir von Fachr Razi. […] Er beschränkte sich bei seiner Auslegung weder auf die Zuhilfenahme von Überlieferungen, noch stützte er sich nur auf rationale Überlegungen oder versuchte sich ausschließlich auf die verborgenen Wahrheiten im Koran zu konzentrieren. Vielmehr begegnen wir überall in seinem Werk der Kombination dieser drei Methoden. Bei der Erklärung der Verse führt er literarische, scholastische, geschichtliche und religionsrechtliche Punkte an.“

Es existieren circa zwanzig Randkommentare von schiitischen Gelehrten, darunter der Marginalkommentar von Scheich Bahāʾī und der von Qazi Nurullah Schuschtari.
Das Werk wurde 1846–48 unter dem Titel Beidhawii Commentarius in Coranum ex codd. parisiensibus von Heinrich Leberecht Fleischer in Leipzig veröffentlicht.
Eine Auswahl mit zahlreichen Anmerkungen wurde von D. S. Margoliouth herausgegeben mit dem Titel Chrestomathia Beidawiana (London, 1894).